# Ángel Aznar y Butigieg
Ángel Aznar y Butigieg (Totana, 2 de octubre de 1847-Madrid, 8 de marzo de 1924) fue un político y militar español.

## Biografía
Nacido en el seno de una familia de militares, fue hermano de Justo Aznar y Butigieg, un importante político, militar y empresario del siglo XIX. Ganó prestigio como militar en la guerra carlista. Ascendió al grado de general de división en 1895. 
Fue elegido diputado en seis ocasiones entre 1896 y 1905, tras lo que alcanzó el rango de teniente general en 1907. Ostentó el cargo de ministro de la Guerra, tras ser incluido por José Canalejas en su Gobierno en febrero de 1910. Desde su cargo como ministro, promovió la reforma del servicio militar de reemplazo y la universalización del mismo, que se llevó a cabo finalmente mediante la  Ley de Reclutamiento y Reemplazo del Ejército de 1912.
Murió en Madrid el 8 de marzo de 1924, sobre las 7 de la mañana, y fue enterrado en su localidad natal, Totana.